# Etióp ortodox egyház
Etiópiában a 4. század közepén vált államvallássá a kereszténység. Mivel az etióp egyház egészen a 20. századig az alexandriai pátriárka joghatósága – így a kopt ortodox egyház – alá tartozott, Egyiptom különválása a khalkédóni zsinatot elfogadó egyháztól automatikusan magával vonta az etiópok elkülönülését is.
Az etiópiai kereszténység az ókori zsidókereszténységnek egy sajátságos hajtása. Erről tanúskodik Bibliájuk kánonja, mely magába foglalja az apokrif Énok könyvét, Ezdrás apokalipszisét, valamint Hermász Pásztorát is. Hitük szerint ők birtokolják az elveszettnek tartott ószövetségi frigyládát, melyet Akszumban őriznek és különleges tiszteletben részesítenek. A keresztség szentségét a születés utáni nyolcadik napon szolgáltatják ki és a fiúgyermekeket körülmetélik. Ezenkívül tartják az ószövetségi táplálkozási tilalmakat, végzik az ószövetségi tisztulási szertartásokat, a zsidó szombatot ugyanolyan szent napnak tekintik, mint a vasárnapot. Imádják a háromszemélyű egy Istent és különleges tiszteletben részesítik Máriát. Mint a jakobitáknál és az örményeknél, náluk is elhalványodott a miafizita tan.

## Története
Az Etióp Ortodox Egyház létrejötte, és hatása Etiópia kultúrtörténetének elválaszthatatlan részét képezi.

### Vallás a kereszténység előtt
A kereszténység előtti vallási életet Etiópiában két fő motívum jellemzi. A régészeti leletek egy, az égitestek (főképp a Hold) kultuszán alapuló hitet bizonyítanak. Ez jelenik meg különféle pénzeken, falfeliratokon és domborműveken. Ezek nagy hasonlóságot mutatnak a dél-arábiai leletekkel, vagyis egyik bizonyítéka annak, hogy Etiópia semita lakossága (amharák és tigrék) ázsiai eredetű. Másfelől, főképp a szájhagyomány (népmesék) jelentős kígyókultuszról tanúskodnak. A kígyó- vagy sárkányistentől való félelem több nép hiedelmében jelen van az egész térségben, valószínű tehát, hogy ez a kusita őslakosság vallása lehetett. Bibliai feljegyzés utal arra, hogy Etiópiában az i. sz. 30-as években nagyobb számú fekete zsidó közösség létezhetett,amely időről-időre fogadalmi ajándékai elküldte a jeruzsálemi Templomba, sőt, ilyen zsidó személy a legmagasabb udvari méltóságok között volt kincstárnoki rangban. (Apostolok cselekedete 8,26-39.) Ennek a kereszténység előtti meghatározó zsidó vallási jelenlétnek bizonyítéka a nyolcadnapi körülmetélés szertartásának a kopt egyházban való megléte is, mert a korai keresztény gyülekezetekben ezt a szertartási törvényt már nem gyakorolták.

### A kereszténység felvétele
A kereszténység az etióp hagyományok alapján a 4. század közepén érte el Etiópiát. Azonban valószínűleg már ez előtt is jártak ott keresztény utazók, kereskedők, misszionáriusok. A legenda szerint a 4. század első felében egy szíriai kereskedő hajója zátonyra futott és elsüllyedt a Vörös-tengeren. A hajóról csak két fiatal keresztény férfinak, Frumentiosznak és Édésziosznak sikerült a partra jutnia. Az etiópok itt elfogták őket, és mint rabszolgákat eladták a Ella Amida császárnak. A két keresztény rabszolga hamarosan kitűnt műveltségével, és Frumentiosz a trónörökös, Ézana nevelője lett. A nevelés nem maradt hatástalan és Ézana csakhamar megkeresztelkedett. Amikor apja halála után trónra lépett, felszabadította Frumentioszt és Alexandriába küldte az ottani patriarchához, hogy Etiópia számára püspököt kérjen. Nem véletlenül esett a választás Alexandriára. Az elsődleges ok minden bizonnyal a földrajzi közelség volt. Ne feledjük, hogy ebben az időszakban a kereszténységnek még nem egy, hanem öt egyenrangú vallási központja volt (Alexandria, Jeruzsálem, Antiochia, Bizánc és Róma). Az alexandriai főpap, Athanasziosz magát Frumentioszt szentelte Etiópia első püspökévé, aki visszatérve megkezdte a birodalom népének keresztény hitre térítését. Ettől kezdve az Etióp Egyház egészen 1959-ig Alexandria fennhatósága alatt állt, azaz az ottani patriarcha nevezte ki Etiópia püspökét (abun) az egyiptomi Szent Márk kolostor szerzetesei közül. A püspökök tehát közel 1600 éven át egy idegen országból érkeztek úgy, hogy többnyire nem beszéltek egyetlen etióp nyelvet sem és nem ismerték a helyi viszonyokat.

### A monofizita dogma és a szíriai hatás
A fent említett öt keresztény központ egyben öt teológiai iskolát is jelentett, amelyek gyakran vitatkoztak különféle dogmatikai kérdésekben. Ezek csúcsát az egyetemes zsinatok jelentették, amikor többségi elv alapján határoztak az egyes kérdésekben. Így került sor 451-ben a khalkedóni zsinatra, amelyen a „monofizita” tanokat elítélték az egyetemes (katolikus) dogmával szemben. Ez a teológiai irányzat eredetileg Bizáncból indult el, ám hamarosan az alexandriai iskolában talált szilárd támaszra. Az itteni tanítás lényege, hogy Jézus isteni személyében csak egyetlen, mégpedig isteni természet lakozhat, mivel ha emberi természettel is rendelkezne, ez egyúttal azt is jelentené, hogy tökéletlen, vagyis nem Isten. Mégsem mondják azonban azt, hogy Jézusnak sosem volt emberi természete, hanem azt, hogy amikor az Atyától emberi természetet kapott, isteni része azt azonnal magába olvasztotta, mintegy „semlegesítette”. Éppen ezért elutasítják a „monofizita” jelzőt és inkább a „nem-khalcedoniánus” kifejezést részesítik előnyben. Etiópián kívül monofiziták még az egyiptomi koptok, a szíriai jakobiták és nesztoriánusok, az örmények és egyes indiai keresztények, számszerűleg azonban az etiópok vannak a legtöbben, mintegy 25 millióan.
Az etiópokat 451-ben valószínűleg senki sem kérdezte meg, miként vélekednek Krisztus természetéről. Alexandria vonzásában, akarva-akaratlanul szakadtak el az egyetemes keresztény világtól. A későbbi századok során Bizánc lassan a keleti patriarchátusok fölé kerekedett, így teológiáját igyekezett azokra ráerőszakolni. A monofizitákat üldözték, és az alexandriai patriarcha olykor Bizáncban raboskodott.
Valószínűleg egy ilyen üldözés következtében menekült Etiópiába az a „Kilenc Szent”, akik 500 körül kezdték meg etiópiai tevékenységüket. A hagyomány szíriaiaknak tartja őket, ám az újabb kutatások szerint egyiptomi koptok lehettek. Az Etióp Orthodox Egyház alapjait valójában ők rakták le. A keleti keresztény világban, Szerbiától Etiópiáig a kolostorok voltak az egyházi tevékenység bázisai. Ezt a kolostori hálózatot teremtette meg a „Kilenc Szent”. A kolostorok lettek a keresztény műveltség letéteményesei (akárcsak a középkori Európában), és az egyházi hagyomány szerint a „Kilenc Szent” fordította le a Bibliát giz nyelvre. A giz a mai etiópiai semita nyelvek (például tigrinya és amharinya) közös őse, amelyből később kialakultak a modern nyelvek, de az egyházi használatban a mai napig megmaradt (hasonló utat járt be, mint Európában a latin). A giz előtt Etiópiában valószínűleg a görög volt a műveltség nyelve, amire máig emlékeztetnek a liturgia egyes kifejezései (például kyrie eleison). A létrehozott kolostorok egészen a 20. századig az oktatás kizárólagos színhelyéül szolgáltak. A szerzetességnek ettől kezdve komoly befolyása volt a birodalom politikai életére. A szerzetesek élén az ecsagé állt, aki kezdetben a Debre Damo, majd a Debre Libanos kolostor mindenkori apátja volt. Az abunnal ellentétben ő etióp származású volt, így érthető, hogy sokkal komolyabb befolyással rendelkezett mind a nép vallásos életére, mind a császárra. Rangban viszont az ecsagé az abun alatt állt, amiből számtalan súlyos konfliktus származott.
Az, hogy a „Kilenc Szent” a hagyománnyal ellentétben valószínűleg nem Szíriából, hanem Egyiptomból érkezett, nem jelenti azt, hogy nem hoztak magukkal szír hagyományokat. Úgy tűnik, a korabeli monofizita világ egymással szoros kapcsolatot tartott, és egyfajta érdekszövetség jött létre közöttük. Erre vonatkozóan meglehetősen kevés bizonyíték áll rendelkezésre, de ennek egyik jele lehet, hogy a ma Lalibélának nevezett hely (ahol tizenegy csodálatos sziklatemplom épült a 13. században) eredeti neve Roha. Ez azonos a szíriai monofizita központ, Edessza arab nevével (Al-Rúha). A szíriai befolyás idővel olyan méreteket öltött, hogy Jagba-Szion császárnak a 13. század végén rendelettel kellett megtiltania, hogy szíriaiak hivatalt viselhessenek Etiópiában.

### Etiópia az iszlám világban
A 7. századtól már a muszlim Egyiptom választotta el Etiópiát a Szentföldtől. Egyfelől igaz, hogy az iszlám meglehetősen toleráns volt a kereszténységgel szemben, másfelől az alexandriai patriarcha gyakorlatilag az egyiptomi muszlimok túsza volt. Bár a koptok továbbra is jelentős szerepet játszottak Egyiptom állami életében (főleg szakértelmüknek köszönhetően), gyakran szenvedtek el kisebb-nagyobb üldöztetéseket. Etiópia és a muszlim Egyiptom viszonya máig ható izgalmas kérdés. Vallásilag ugyan szemben álltak egymással, de egyéb körülmények mégis békés egymás mellett élésre kényszerítették a két államot. Melyek ezek az egyéb körülmények? Mindenekelőtt Etiópia földrajzi adottságai: a mély szakadékokkal szabdalt fennsíkok gyakorlatilag bevehetetlen erőddé tették. Ugyanakkor Egyiptomnak erős flottája volt a Vörös-tengeren, amivel komoly károkat tudott volna okozni Etiópia partmenti területeinek. Egy további, nem elhanyagolható körülmény a Nílus. Egyiptomban a Nílus áradása – az ősidőktől máig – élet-halál kérdése. Márpedig a földeket elárasztó termékeny iszapot az Etiópiában eredő Kék-Nílus viszi, és a középkor folyamán a kairói szultánok szilárdan hitték, hogy az etiópok képesek „elzárni” a Nílust… A harmadik, talán legjelentősebb tényező a kisebbségek kölcsönös védelme. Láttuk, milyen fontos szerepet töltöttek be Egyiptomban a koptok. Ugyanakkor Etiópiában jelentős számú muszlim kisebbség élt (már Mohamed idejétől), a birodalmon belül főleg mint kereskedők, a határokon pedig a 12–13. században kis emirátusok jöttek létre. Egyiptomban a koptok (élükön a patriarchával), ill. Etiópiában a muszlimok kölcsönös garanciát szolgáltattak arra nézve, hogy a vallási ellentétek ne menjenek túl a tűréshatáron. Igaz, a kölcsönös „túszpolitika” olykor zsarolásba ment át, és a keresztény etióp császár mecsetek építésére kényszerült.

### Jeruzsálem és a „második Jeruzsálem”
A keresztény világ többi részéhez hasonlóan az etióp keresztények is Jeruzsálembe jártak zarándoklatra. A 12. század előttről erre nézve inkább csak feltételezéseink vannak. Az etiópok számára ugyanis egy ilyen út meglehetősen kockázatos vállalkozásnak számított a muszlim területeken keresztül.
A 11. századtól megkezdődtek a nyugati keresztesek szentföldi hadjáratai. Oroszlánszívű Richárd legnagyobb ellenfele, Szaladin 1187-ben visszafoglalta Jeruzsálemet, de azt mégsem tette kizárólagos iszlám hellyé, hanem – bizonyítva toleranciáját – 1189-ben számos szentföldi keresztény kegyhelyet etióp szerzetesek gondjaira bízott. Jeruzsálemben a mai napig van etióp orthodox kolostor. 1189-től tehát az etiópok palesztinai jelenléte állandósult, így a zarándoklatok száma is megnőtt. Minden bizonnyal ez is hozzájárult az európai János Pap-legenda elterjedéséhez.
Európában Szaladin győzelme nagy elkeseredést okozott. Ekkor terjedt el az a legenda, hogy valahol keleten, az iszlám világ háta mögött van egy mesésen gazdag keresztény birodalom élén egy királlyal, aki egyben népének főpapja is. Számos feltételezés és kutatás látott napvilágot arra nézve, hogy mi lehetett a legenda alapja (szóba kerültek belső-ázsiai államok, India stb.), mégis a legvalószínűbb, hogy a legendás János Pap az egyik etióp császár, Imrehá-Krisztosz volt, akit trónra lépése előtt valóban pappá szenteltek.
Imrehá-Krisztosz egyik utódja (egyébként unokatestvére), Lalibéla császár alatt épültek Etiópia talán legszebb műemlékei, a lalibélai sziklatemplomok. A kiválasztott helyen tizenegy, egyetlen sziklatömbből kifaragott templom található. A templomcsoport környékén minden hely biblikus elnevezésre utal: a közelben Jordánnak nevezett folyó folyik, az egyik helyen megtekinthető Ádám sírja, a közelben pedig a Sion-hegy magasodik… Egyértelmű, hogy a szándék egy második Jeruzsálem felépítése volt, aminek logikus következménye, hogy Etiópiát kezdték „új Szentföldnek” tekinteni.

### A Királyok Dicsősége (Kebra Nagaszt)
A Kebra Nagaszt vagyis Királyok Dicsősége című legendagyűjtemény a középkori és újkori etióp történelem legfontosabb forrása. Tudományos vizsgálata alapján tudjuk, hogy eredetileg a 10. század körül íródott Egyiptomban (valószínűleg kopt nyelven), amelynek arab nyelvű változata Lalibéla király idejében került Etiópiába kifejezetten politikai célzattal. Lalibéla, Imrehá-Krisztosz és öt másik császártársuk ugyanis az un. Zagué-dinasztiából származott, amely a hagyomány szerint 133 éven át, 1270-ig uralta a trónt. A Zagué császárok uralkodása alatt végig jelentős ellenzéki mozgalommal kellett számolniuk, főként egyes kolostorok részéről. Az ellenállás ideológiai alapja az volt, hogy a Zaguék nem ősi, semita családból származtak. Talán éppen ezért kezdtek a Zaguék fokozott vallásos tevékenységbe (pap-király, templomépítések). A semita ellenzéknek valamilyen módon jogot kellett formálnia ahhoz, hogy a Zaguékat letaszítsa a trónról. A Kebra Nagaszt erre kiválóan alkalmas volt.
Az, hogy a legenda írott változata csak a 10. század körül keletkezett, még nem zárja ki, hogy mint szájhagyomány már jóval előbb létezhetett, és mint minden legendának, talán ennek is van több-kevesebb valóságos alapja. A Kebra Nagaszt szerint etiópia császárai – a trónbitorló Zaguékat kivéve – a bibliai Salamon király leszármazottai. Amint az a Bibliában olvasható (Királyok I. könyve, 10. rész, ill. Krónikák II: 9), Sába királynője meglátogatta a bölcs Salamont, a zsidók királyát. A Kebra Nagaszt szerint azonban egyszerű látogatásnál több is történt, aminek a végeredménye az lett, hogy Sába királynője, Makedá, Etiópiába hazatérve kilenc hónap múlva fiúgyereknek adott életet. A fiú, Menelik avagy Ebna Hakím (a ‘Bölcs Fia’) tizenéves korában útra kelt, hogy meglátogassa apját Jeruzsálemben. A látogatás megint csak több volt közönséges találkozásnál, minthogy annak végeztével Menelik és barátai (isteni sugallatra) egyszerűen ellopták a zsidók Frigyládáját, amely Isten és választott népe közötti szövetséget jelképezi. Hazatérve Menelik lett Etiópia első császára (a birodalmon addig nők uralkodtak).
A történetből két igazán lényeges következtetés adódik. Egyfelől döntő a trónöröklés kérdésében, hiszen csak Menelik leszármazottai formálhatnak jogot az uralkodásra, vagyis a Zaguék trónbitorlók. Másfelől a Frigyláda Isten akaratából Etiópiába került, vagyis Isten új kiválasztott népe az etiópok, Etiópia pedig az új Izrael.

### „Imitatio Veteris Testamenti”
A később Etiópiába érkező katolikus misszionáriusok borzadva tapasztalták, hogy a magukat kereszténynek tartó Etiópok számtalan „zsidó” szokást gyakorolnak. Ebből származott az a magát sokáig tartó feltételezés, miszerint az etiópok a kereszténység felvétele előtt zsidók lettek volna.
A valóság ezzel szemben az, hogy a Kebra Nagaszt hatása alatt az etiópok kezdtek úgy tekinteni magukra, mint Isten új kiválasztott népére, és igyekeztek ennek az elvárásnak megfelelni. A kiválasztottság tudatát persze sokban erősítette az is, hogy Etiópia az iszlám megjelenése, vagyis a 7. század óta a keresztény világ többi részétől elszigetelten, teljesen magára utaltan élt. A birodalom a 13. századtól kezdve kemény küzdelmet folytatott a keleti határok mentén megerősödő muszlim emirátusokkal. Ez kezdetben sikerrel járt, és a 14–15. században, Amda-Szion és Zara-Jakob császár alatt Etiópia azelőtt soha nem látott gazdagságot élvezett. Később azonban, belső konfliktusok miatt (amelyekről még lesz szó), és a muszlim Adal emirátus csapásai alatt a császárság az összeomlás szélére került.
Már volt szó az európai János Pap-legendáról. Az európaiak évszázadokon keresztül tettek kísérleteket, hogy megtalálják a mesés birodalmat, míg végül a portugálok sikerrel jártak. A 16. század elején kapcsolat létesült a portugál és az etióp uralkodó között, éppen akkor, amikor Etiópiát elfoglalta Adal emírje, Ahmed, akit az etióp hagyomány csak Granynak, vagyis Balkezesnek nevez. Ahmed hadjárata során a muszlimok több száz, talán több ezer kolostort leromboltak, amelyekkel együtt felbecsülhetetlen mennyiségű és értékű kézirat semmisült meg. A portugál segítségnyújtás nem maradt el. Christovao Da Gama (a híres felfedező, Vasco Da Gama fia) 400 portugál fegyveres élén szállt partra Etiópiában, és egyesülve az etióp seregekkel, modern fegyverzetüknek köszönhetően legyőzték az emírt. Egyháztörténeti szempontból mindennek azért van jelentősége, mert a portugál katonák közül a harcok után többen letelepedtek Etiópiában. Eredetileg az ő lelki gondozásuk érdekében érkeztek az első portugál, majd spanyol jezsuita misszionáriusok.
Még Zara-Jakob császár uralkodása alatt, 1439 és 1442 között tartották Európában a Firenzei Zsinatot, amelynek fő célja az oszmán török veszély árnyékában a keleti és nyugati egyházak kibékítése volt. Tudjuk, hogy a zsinaton etiópok is részt vettek, de hivatalosan minden bizonnyal az alexandriai patriarcha képviselte őket, így ott nem vehettek részt a vitákban. A zsinat egyébként meglepő módon sikeres volt, és rövid időre létrejött a kereszténység régóta áhított egysége. Ez azonban nem tartott néhány évnél tovább. Etiópiába valószínűleg minden hír csak évekkel később jutott el, így egyáltalán nem meglepő, hogy csak a 16. század elején született végleges döntés ez ügyben. A firenzei unió elutasítását tartalmazó császári levelet Francisco Alvarez jezsuita szerzetes vitte Vatikánba, 1526-ban. Három év múlva került sor Etiópia muszlim megszállására.
A közös etióp–portugál felszabadító háború után a letelepedő portugálok lelki gondozására egy Rodrigez nevű jezsuita érkezett, nem titkoltan azzal a szándékkal is, hogy „megtérítse” az etióp uralkodót. Ezzel kezdetét vette az a közel száz évig tartó folyamat, amelynek végén az etióp ortodoxok és a katolikus egyház között végzetesen elmérgesedett a viszony. Etiópiában ekkor Galavdevosz uralkodott (1540–1559; az európai források Claudius néven említik). Ő és Rodrigez hamarosan elkeseredett vallási vitába bonyolódott. Ennek és minden későbbi ellentétnek az volt a gyökere, hogy az etiópok nem értették, hogy a katolikus szerzetesek miért akarnak megtéríteni már keresztény embereket. Rodrigez elkészítette „Etiópia tévedései és Szent Hitünk Igazságai” című röpiratát, amire válaszként Galavdevosz megírta saját hitvallását (Confessio Fidei), amelyet a pápához küldött. Ebből képet alkothatunk magunknak arról, miként értelmezte az etióp uralkodó a „zsidó” szokásokat, amelyek a katolikus vádak középpontjában álltak. Mint Galavdevosz írja, sem a szombat megünneplése, sem a körülmetélés, sem a disznóhústól való tartózkodás az etiópok körében valójában nem vallási előírás, hanem szokás vagy hagyomány.
Ugyanakkor figyelembe vehető e tekintetben a már említett Kebra Nagaszt hatás. A „zsidó” szokások gyakorlása tekinthető hagyománynak is, de sokkal több is annál. Etiópia, mint Isten kiválasztott népe, úgy érezte, kötelessége az ószövetségi zsidó atyák útmutatása szerint élni, mintegy utánozni az Ószövetséget (latinul: imitatio Veteris Testamenti). Másfelől vannak arra utaló jelek is, melyek szerint némelyik zsidó eredetű szokás már a Kebra Nagaszt előtt gyökeret vert. Ezt általában azzal magyarázzák, hogy bár az etiópok többsége a kereszténység előtt valóban nem gyakorolta a zsidó vallást, élhettek közöttük zsidók. A mai napig tisztázatlan annak a falasának (idegennek) nevezett népcsoportnak az eredete, amely (ma már elenyésző számban) Etiópia északi hegyei között él. A falasák, akik magukat ‘Izrael Házának’ (Béta Izráel) nevezik, valóban zsidó vallásúak, bár bőrük színe fekete, nem ismerik a héber nyelvet, sem a Talmudot, ellenben szent irataik egyes újszövetségi részeket is tartalmaznak! Miután azonban a falasák a történelem során Etiópiában mindvégig számkivetettek voltak, valószínűtlen, hogy a keresztények zsidó jellegű szokásai tőlük származnának. A legelfogadhatóbb az a nézet, miszerint a fent említett szokások egy része nem kifejezetten zsidó vallási előírás, hanem a térség semita népei között ősidőktől gyakorolt szokás. Bárhogyan is van, tény, hogy a zsidó hagyományokat Etiópiában is sokáig üldözték és csak Zara-Jakob császár engedélyezte azok gyakorlását a 15. században, olyannyira, hogy a középkori (és későbbi) etióp büntető törvénykönyv, a Fetha Nagaszt (‘Királyok Törvénye’) is ószövetségi biblikus alapon nyugszik.

### A „katolikus” Etiópia
Ahmed emír pusztítása és a portugálok megjelenése után Etiópia már nem bírta visszanyerni régi fényét. A birodalom belső vallási ellentétei (ortodox eretnekmozgalmak), az örökösödési háborúk, a déli nomád népek (oromók) támadásai és az oszmán törökök megjelenése a térségben szétzilálta a birodalmat. A császár (királyok királya) hatalma kezdett egyre inkább névlegessé válni. A bonyolult, kaotikus belső viszonyok kedveztek a jezsuita misszionáriusoknak, mert bekapcsolódhattak az udvar hatalmi harcaiba. 1603-ban Pero Páez spanyol jezsuita misszionárius érkezett a birodalomba, és hamar felismerte a lehetőséget. A császárhoz közel férkőzve azzal kecsegtette, hogy amennyiben katolizál, európai fegyveres segítséget szerez a számára. Páez tervei azonban két ízben is csődöt mondtak, mert a császárt a konzervatív ortodox ellenzék meggyilkoltatta. Végre a harmadikat, Szuszeniosz császárt (1607–1632) sikerült rávennie a katolizálásra 1612-ben. Szuszeniosz azonban sokáig nem merte ezt nyilvánosságra hozni, de a dolog kitudódott és hamarosan kitört az első katolikus ellenes lázadás. Amikor 1622-ben az egész birodalmat katolikussá nyilvánította, az elégedetlenség a tetőfokára hágott. 1625-ben Páez helyére a sokkal bigottabb Alfonso Mendez érkezett, immár mint a pápa által felszentelt etióp püspök. Ettől kezdve Etiópiában (máig) kettős egyházszervezet van: az egyik elismeri a Vatikánt, a másik nem. Mendez elképesztő dolgokat kezdett követelni: elrendelte az egész lakosság újbóli megkeresztelését, a teljes papság újbóli felszentelését, és az etióp ortodox liturgia felcserélését a latinra, beleértve azt is, hogy a liturgia nyelve a giz helyett a latin legyen. Mendez és társai egész egyszerűen nem értették az etióp kereszténység mibenlétét, talán nem is akarták megérteni. A félreértésekből csak egyetlen példa: a katolikus liturgia szerint az áldozás előtt az ostya és a bor átváltoztatása Krisztus testévé és vérévé (eucharisztia) a hívők szeme láttára, a mise részeként történik. Ezzel szemben Etiópiában az átváltoztatást a papok a mise előtt, a templom egy erre a célra elkülönített helyiségében végzik. Miután Mendez nem látta ezt, azt hihette, az etiópok nem hisznek az eucharisztiában. A katolikus misszionáriusok persze már az európai eretnekmozgalmak és reformáció több száz éves emlékével érkeztek, ezért érthető gyanakvásuk – ne feledjük, hogy Mendez már az ellenreformáció (tridenti zsinat) „gyermeke”.
Az ellenkezés csakhamar olyan méreteket öltött, hogy Szusznejosznak választania kellett: vagy jó katolikusként meghal, vagy megtagadja azt, és ezzel talán megmenti a trónját. Végül 1632-ben rendeletileg visszaállította az ortodox államvallást, azzal, hogy akik időközben katolikus vallásra tértek, továbbra is szabadon gyakorolhatják vallásukat. Ekkor azonban már késő volt. A katolikusokkal szembeni gyűlölet pogromokban nyilvánult meg, Szusznejoszt megfosztották a tróntól, helyére fiát, Faszilidaszt ültetve, aki még ugyanabban az évben (1632) kiutasította a jezsuitákat Etiópia egész területéről. János Pap legendája ezzel szertefoszlott, és örök tanulságul szolgált minden későbbi misszió számára. Az etióp egyház ekkor visszatért a Szombat megünnepléséhez, aminek általános volta az 1800-as évek első felében szűnt meg.

### Etióp egyházi mozgalmak és irányzatok
Azonban Etiópia sem volt mentes különböző eretnek- avagy reformmozgalmaktól.
A legkorábbi ezek között egy szerzetesi mozgalom, amelyet Evosztatevosz hirdetett északon (a mai Eritrea területén). Evosztatevosz a 14. század első felében kezdte ostorozni korának vallásos életét. A korábban kifejtett ószövetségi életmódnak ő lett az egyik legelhivatottabb hirdetője, nevezetesen a szombat megtartásáért harcolt. Ezen túlmenően elítélte a gazdagságot, és szerény (puritán) életmódra szólított fel. Ebben szerepe volt annak is, hogy azokon a területeken, ahol működött, virágzott a rabszolga-kereskedelem, amelyben a törvények szerint keresztényeknek nem lett volna szabad részt venni (rabszolgát keresztények is tarthattak, de a velül való kereskedés tilos volt). Evosztatevosz tagadta, hogy Krisztus két természettel rendelkezett volna, szerinte Jézusnak születése után csak isteni természete volt, amely a Szentlélek általi felkentségéből (kibat) adódik. Evosztatevosz tevékenysége egyfelől csakhamar követőkre talált, és tanítványai szétszéledtek a birodalomban. Másfelől a megvádolt előkelők üldözni kezdték (beleértve a királyi udvart is), így csakhamar el kellett menekülnie Etiópiából. 1352 körül Örményországban halt meg. Követői azonban továbbfejlesztették a mozgalmat, amely így szerzetesi iskolává alakult át. Még sokáig üldözésben részesültek a szombat-követelés miatt, mígnem Zara-Jakob törvényessé tette azt.
A másik szerzetesi irányzatot (igazából nincsenek kifejezetten szerzetesrendek Etiópiában) a 13. században élt Takla-Hájmánót alapított. Valójában nem reformmozgalmat alapított, hanem egyfelől nagy része volt a Zagué-dinasztia megdöntésében, másfelől ő maga és tanítványai jelentős missziós tevékenységet végeztek az akkor még pogány területeken (délen), kitágítva ezzel a keresztény Etiópia határait. Továbbá Takla-Hájmánót tevékenységének tulajdonítja a hagyomány, miszerint Zagué-ellenes támogatásáért cserébe az egyház a földek egyharmadát örök tulajdonba kapta. Az egyház ettől kezdve a legnagyobb földbirtokos a birodalomban, támogatása tehát ezentúl nemcsak politikai, hanem gazdasági kérdés is.
A 16. században az evosztatevoszi vita újból erőre kapott. A továbbfejlődő álláspont végképp két táborba sodorta az ortodox híveket. A hagyományos álláspont azt vallotta (egyetértésben Alexandriával), hogy Krisztusnak eredendően két (emberi és isteni) természete van, amelyek azonban egyesültek, bár a tökéletes isteni rész uralkodik a tökéletlen emberi természet felett. Az egyesülés etióp kifejezése alapján ők a tevahido képviselői, a latin kifejezés alapján unionisták. Ma ők alkotják a többséget, így az etióp egyház hivatalos neve: Etiópia Orthodox Tevahido Egyháza. A másik irányzat szerint Krisztus nem öröktől fogva való, „normális” embergyermekként fogant Mária méhében, ahol a Szentlélek Isten fiává avatta (felkente). A felkenés egyúttal isteni természettel látta el, szó sincs tehát a két természet keveredéséről vagy egyesüléséről. A felkentség (etióp szóval kibat) latin elnevezése után őket unctionistáknak. A két irányzat ellentéte az un. születés-vitában is kifejeződik. Az unionisták a háromszori születést (szoszt lidot) vallják, ami azt jelenti, hogy Krisztus háromszor született meg: az örökkévalóságban, Mária méhében (amikor a Szentlélek megérintette) és végül fizikai valójában. Miután az uctionisták tagadják, hogy Krisztus, mint Isten öröktől fogva való, csak kétszeri születést ismernek el (hulet lidot). E kettőhöz adódik harmadik irányzatként az etióp katolikusok kis csoportja, akik a már említett khalkedóni zsinat szellemében azt vallják, hogy Krisztus öröktől való, természetében kettős, de oszthatatlan és Krisztus földi pályája alatt egyszer isteni, máskor emberi természete nyilvánult meg. Később, már a második világháború után még létrejött egy viszonylag jelentős protestáns egyház is.

### Az Etióp Egyház függetlenné válása
A 16–18. század vallási vitáiból lassan az unionisták kerültek ki győztesen, de a politikai indítékoktól sem mentes (sőt valójában azok miatt zajló) sorozatos polgárháborúk kaotikus állapotokat teremtettek Etiópiában. A császárság, mint királyságok összessége tulajdonképpen meg is szűnt. Bár továbbra is volt császár, a királyságok és tartományok feletti hatalma névleges volt csupán. Az 1769 és 1855 közötti időszakot az etióp történelem éppen ezért mint a Hercegek Korát (Zamana Maszafint) említi.
1855-ben lépett a trónra II. Tevodrosz császár, aki pontosan látta, hogy a megjelenő európai gyarmatosítással szemben csak egy jól szervezett, egységes birodalom nézhet szembe. Egységesítő harcait az egyház kezdetben azért támogatta, mert azt remélte, hogy a birodalom egységével az egyház egysége is megteremthető. Tevodrosz és Szalamá püspök részvételével már 1854-ben zsinatot tartottak, amelyen kihirdették a tevahido tanok kizárólagos érvényességét. A vallási ellentétek ezzel persze nem szűntek meg, de több vallási jellegű háború már nem zajlott. Tevodrosz később mégis szembefordult az egyházzal, mert bár igen vallásos uralkodó volt, túlzottnak vélte az egyházi földbirtokok arányát. Ez kapcsolatban van Tevodrosz hadsereg-reformjával is, ugyanis első ízben próbálkozott zsoldoshadsereget felállítani, és a kiszolgált katonákat földhöz szerette volna juttatni. Az egyháztól való földszerzés azonban nem sikerült, nemcsak az egyház ellenállása miatt, de azért sem, mert maguk a katonák is vonakodtak elfogadni az egyháztól elvett területeket.
Tevodrosz halála után négy évvel IV. Johannész (1872-1889) lépett a trónra, aki addig soha nem látott mérvű muszlim-ellenes kampányba kezdett. Ennek mindenekelőtt az volt az oka, hogy Johannésznek előbb az egyiptomiakkal kellett harcolnia, akik dél felé terjeszkedtek, majd a harcos szudáni iszlám fundamentalisták (mahdisták) ellen küzdött. A birodalomban élő muszlimokat talán jogosan, talán jogtalanul azzal gyanúsította, hogy potenciális szövetségesei a keresztény Etiópiát fenyegető muszlim hatalmaknak. Ezért 1878-ban ő is zsinatot tartott, amelyen nemcsak a keresztény dogma egységét kívánta megteremteni (a nem-tevahido hívőket nyelvük kivágásával fenyegették), hanem a birodalom vallási egységét is. Szabályos hadjárat indult a birodalom muszlimjai ellen, akik között ekkorra már főurak és magas rangú állami tisztviselők is voltak. Egyes számítások szerint Johannész uralkodása alatt több százezer muszlimot kényszerítettek megkeresztelkedésre, vagy arra, hogy fegyvert fogjon hitének védelmében. Johannész végül a mahdisták elleni harcban esett el. Egyháztörténeti szempontból jelentős, hogy Johannész volt az első, akinek kívánságára az alexandriai patriarcha az abun mellé további négy püspököt szentelt fel Tigré, Volló, Begemder és Godzsam élére. Azonban az abun és a négy püspök továbbra is egyiptomi volt.
Utódja, a modern Etiópia megteremtője, II. Menelik (1889–1913) békés reformer volt, aki talán azért tanúsított nagyfokú toleranciát vallási tekintetben, hogy a békés hátország biztosítsa a nyugalmat hódításaihoz és az európaiak elleni védelemhez. Menelik uralkodása első felében hódító hadjáratok során csaknem egyharmadnyi területtel növelte meg a birodalmat. Míg a nyugati hódítások során főképp pogány népek kerültek etióp uralom alá, addig keleten (Harar, Ogaden) zömmel muszlimokat olvasztott a birodalomba. Etiópia számszerű keresztény dominanciája ekkor borult fel, hiszen ettől kezdve máig a muszlimok és keresztények száma nagyjából azonos. A számszerű kiegyenlítődés logikus következménye volt az iszlám követőinek egyre nagyobb befolyása is, bár politikai hatalomhoz sokáig csak tartományi szinten jutottak.
1913-ban Menelik unokája, V. Ijaszu került trónra (1913–1916). Ezzel szokatlan helyzet alakul ki a birodalomban, mert Jaszu apja eredetileg muszlim volt, aki megkeresztelkedett, és egész neveltetése az iszlám jegyében telt. Nem csoda hát, hogy intézkedései kedveztek a muszlimoknak, ami kiváltotta az egyház nagyfokú ellenállását. Régebben szokás volt V. Ijaszu tevékenységét keresztényellenes magatartásként jellemezni, újabban azonban már ennél árnyaltabb a kép. Egyfelől V. Jaszu valójában nem gátolta semmiben a keresztény egyházat, „mindössze” ugyanazokat a jogokat kiterjesztette a muszlimokra is. Valójában tehát egyfajta iszlám emancipációnak is tekinthető Jaszu valláspolitikája. Másfelől Jaszunak valahogy módot kellett találnia arra, hogy a Menelik által meghódított iszlám területek ne vesszenek el, ezért – mivel vallása ezt amúgy is lehetővé tette – házasságra lépett egyes iszlám területek előkelőinek lányaival. Az Etióp Egyház felháborodása mégis érthető, hiszen Etiópia deklaráltan keresztény birodalom volt. Jaszut végül 1916-ban megbuktatták.
Gyakorlatilag 1916-tól kezdődik Hailé Szelasszié (avagy a Szentháromság Hatalma) uralkodása. (Valójában csak 1928-ban lett király, majd 1930-ban császár, addig Zauditu császárnő mellett volt régensherceg.) Hailé Szelasszié egész politikai pályafutását Etiópia felemelésének rendelte alá. Elődeinek nyomdokán haladva pontosan látta az európai veszélyt. Uralkodásának idejére Egyiptom, vele együtt pedig Alexandria angol gyarmattá vált, ezért a császár megkezdte a független (autokefál) Etióp Patriarchátusért vívott harcot. 1929-ben elérte, hogy az abun mellett már öt püspök működött. A további reformokat 1935-ben megakasztotta az olasz invázió. Az olasz megszállás (1936–1941) éveiben sajátos dolgok történtek az egyházban. Az olaszok, akik ebben az időszakban Anglia ellenfelei voltak, szerették volna függetleníteni az etióp kereszténységet az angol fennhatóság alatt álló Egyiptomtól. Miután az abun Kairóba menekült, kényszerítették a szerzetesek vezetőjét, az ecsagét, hogy lépjen annak helyére, és „kollaboráns” püspököket szenteljen fel. Bár ezt az alexandriai patriarcha sosem ismerte el, mégis sajátos, hogy de facto az Etióp Egyház ekkor vált első ízben függetlenné. Mindez persze nem járt véres események nélkül, hiszen az olaszok a behódolni nem akaró papok és szerzetesek közül igen sokat meggyilkoltak, köztük Petrosz püspököt. Emlékezetes továbbá a Debre Libanosz kolostor több száz szerzetesének lemészárlása 1937 májusában.
A felszabadulás után az egyházi függetlenség megteremtése nem tűrt tovább halasztást. 1948-ban végül sikerült egyezségre jutni Alexandriával, hogy az akkori abun halála után az alexandriai patriarcha végre etióp származású abunt fog felszentelni. Ez végül 1951-ben következett be, amikor felszentelték abuna Baszileoszt. Baszileosz megkapta a püspökök felszentelésének jogát is. Végül 1959-ben Baszileoszt patriarchává nyilvánították.

## Szakadások
A hívek kb. 1%-a csatlakozott Rómához. Ez az etióp katolikus egyház néven ismert keleti katolikus egyház.